# Andizets
El andizets (grec antic: Ἀνδιζήτιοι, andizètioi, llatí: andizetii) eren una de les principals tribus de Pannònia, on ocupaven el territori al sud del riu Drave, segons Estrabó i Plini el Vell, que els anomena andizetes.